# Drépanide noir
Drepanis funerea
Espèce
Statut de conservation UICN

 EX  : Éteint
Le Drépanide noir est une espèce de passereau aujourd'hui disparue qui vivait sur l'île de Molokai dans l'archipel Hawaïen. On connaît des fossiles venant de l'île voisine de Maui. Les derniers spécimens ont été récoltés en 1907, des recherches intensives menées ultérieurement n'ont pu en observer d'autres. Son extinction est probablement liée à la destruction de son habitat et l'introduction de divers animaux (bétails, rats, mangoustes).
Distribution
L’espèce était endémique à Molokai.
Dénomination
Newton (1893) avait originellement nommé cette espèce Drepanis funerea puis Newton (in Rothschild 1893-1900) avait proposé le genre monotypique Drepanorhamphus pour cette espèce. Mais sa proche parenté avec le drépanide mamo Drepanis pacifica fut clairement établie par tous les auteurs depuis Bryan & Greenway (1944). Le nom spécifique latin (funereus : funèbre, sinistre) avait été suggéré par Perkins à Newton (1893) à la fois en raison du plumage sombre de l’oiseau et de son funeste destin.
Habitat
Le drépanide noir habitait le sous-bois des forêts humides (BirdLife International 2015).
Alimentation
Il s’était spécialisé dans la collecte du nectar de la campanulacée Clermontia clermontioides et exploitait secondairement les fleurs d’ohia Metrosideros polymorpha (Perkins 1903, Bryan 1908). Aucun insecte n’a été trouvé dans les différents estomacs étudiés (Bryan 1908). 
Voix
Le cri consistait en une note claire et sifflée ho-a et le chant en une répétition de cinq ou six de ces notes (Bryan 1908). Perkins (1903) décrivait le chant comme une suite de notes claires et sonores, répétées à courts intervalles.
Statut
L’espèce est éteinte. Elle n’était connue que de Molokai mais des restes fossilisés ont été trouvés à Maui (James & Olson 1991) et il est probable qu’elle occupait originellement les quatre îles : Molokai, Maui, Lanai et Kahoolawe (Pratt 2005). Perkins (1903) collecta les premiers spécimens en 1893 dans la région de Kamakou et en trouva d’autres en 1907 plus à l’est, dans le secteur de Moanui où Bryan (1908) captura les derniers individus. Selon Banko (1981), l’espèce aurait survécu plus longtemps sur Olokui. Les recherches intensives qui eurent lieu dans les décades suivantes restèrent vaines (Richardson 1949). Selon Greenway (1967), la destruction du sous-bois par les bovidés et les cervidés introduits ainsi que la prédation par les rats et les mangoustes ont sonné le glas de cette espèce. Des spécimens figurent dans les muséums de Brême, Cambridge (Angleterre), Cambridge (Massachusetts), Honolulu, Molokai, New York et Tring.
Bibliographie
- Ottaviani, M. (2020). Monographie des Fringilles - les drépanis des îles Hawaï (carduélinés, drépanini) - Histoire naturelle et photographies. Volume 4, 408 pages. Editions Prin, France.